# Furmanów Wierch
Furmanów Wierch (1022 m) – szczyt na Pogórzu Gubałowskim. Wznosi się w północno-wschodnim grzbiecie Gubałówki i jest zwornikiem. W kierunku północnym odgałęzia się od niego boczny grzbiet z wzniesieniami Kubirówki i Bachledówki. Główny grzbiet Gubałówki (Wierch Grapa) opada w kierunku północno-wschodnim. Spod Furmanowego Wierchu wypływają 3 potoki: Bystry Potok, Suchy Potok i Kotelnicki Potok (wszystkie w zlewni Dunajca).
Furmanów Wierch znajduje się w obrębie Furmanowa (od którego pochodzi nazwa szczytu) wchodzącego w skład Zakopanego. Jest bezleśny, pokryty łąkami i zabudowaniami.
Dzięki odkrytym, pokrytym łąkami terenom, Furmanów Wierch jest dobrym punktem widokowym.